# جورج هارت (سياسي)
جورج هارت (بالإنجليزية: George Hart)‏ هو سياسي نيوزلندي، ولد في 1820، وتوفي في 19 أغسطس 1895. انتخب عضو مجلس النواب نيوزيلندا.